# Biscuit de Montbozon
Le biscuit de Montbozon est une spécialité de pâtisserie du village haut-saônois de Montbozon (France).
D'après l'Inventaire du patrimoine culinaire de France, ce sont des « biscuits légèrement glacés de forme ovale et allongée (environ 8 cm de long) collés deux à deux. D'un poids d'environ 10 grammes. Composés de sucre, de farine et d'œufs avec un secret de fabrication. Couleur jaune paille. Peu sucré, parfum caractéristique de fleur d'oranger et fondant en bouche. »
D'après la légende, la recette a été transmise par un pâtissier de Louis XVI (qui eut le privilège de les goûter en premier), un certain Guichard, venu se réfugier à la Révolution française à l'hôtel de la Croix d'Or du village après l'exécution du roi. Avant de mourir, il révèle la recette à mademoiselle Prudhon, qui gère un commerce avec pâtisserie à côté de l'hôtel. La recette reste cachée jusqu'en 1856, date à laquelle elle est brevetée .
Le biscuit tient de son histoire singulière le slogan figurant sur ses boîtes : le roi des desserts, le dessert des rois.
Il est fabriqué par la biscuiterie Lanternier à Montbozon. Mais le site de production est transféré à Besançon en avril 2021 (SARL Biscuiterie de Montbozon
12, rue Jacquard, 25000 Besançon)